# 키릴로스와 메토디오스

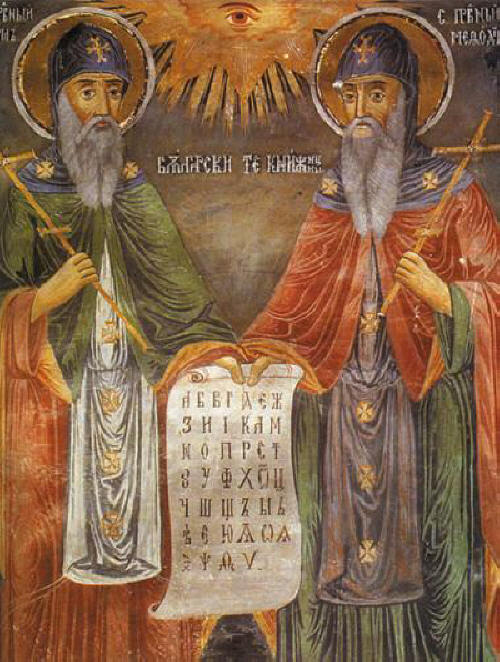

키릴로스(Κύριλλος, 826~869년)와 메토디오스(Μεθόδιος, 815~885년)는 두 명의 형제로서 동로마 제국의 기독교 신학자들이자 선교자이다. 슬라브족에 전도하였기 때문에 "슬라브의 사도들"(Apostles to the Slavs)로도 부른다.
글라골 문자을 고안하였으며 이것은 고대 교회 슬라브어를 기술하는데 사용한 최초의 알파벳이다. 이들이 사망한 이후 제자들은 선교 활동을 계속 이어나갔다.
이 두 형제들은 테살로니키에서 태어났다.

## 같이 보기
- 키릴-메토디우스 형제단
- 동로마 제국
- 치릴 메소디우스 국립도서관